# Diana, Princesa de Gales
Diana, Princesa de Gales (nascida Diana Francisca Spencer, em inglês: Diana Frances Spencer; Sandringham, 1 de julho de 1961 – Paris, 31 de agosto de 1997), também conhecida como Lady Di, foi uma aristocrata e filantropa britânica. De 1981 a 1996, foi membro da Família Real Britânica por ter sido a primeira esposa do rei Carlos III, que na época era o Príncipe de Gales e herdeiro aparente da rainha Isabel II. Com Carlos, ela teve dois filhos, os príncipes Guilherme de Gales (1.º na linha de sucessão ao trono) e Henrique de Sussex. Diana foi uma influente personalidade global nas últimas décadas do século XX, sendo apelidada como “princesa do povo” devido ao seu carisma, simpatia, espontaneidade e dedicação a causas sociais.
Sendo a terceira filha do 8.º conde Spencer, nasceu da alta aristocracia britânica. Após uma juventude conturbada em uma família dividida por problemas conjugais, Diana atraiu a atenção do público e da mídia com o anúncio do seu casamento com o então príncipe de Gales, que ocorreu em julho de 1981. Enquanto Princesa de Gales, ela representava a Rainha em seus deveres e funções em países da Commonwealth. Diana também foi reconhecida por seu envolvimento em diversas causas sociais, particularmente seus esforços para a desestigmatização das pessoas afetadas pelo HIV/AIDS e na campanha pela proibição das minas terrestres. Após uma série de conflitos e casos extraconjugais de ambas as partes, ela e o então Príncipe de Gales se divorciaram em 1996 e, embora afastada da realeza, Diana continuou sendo bastante popular, com a perseguição da mídia em torno de sua imagem tornando-se cada vez mais frenética.
Em 31 de agosto de 1997, Diana faleceu em consequência de um acidente de carro na cidade de Paris. Sua morte gerou comoção mundial e culminou em um amplo luto público pelo Reino Unido. Seu funeral foi acompanhado por cerca de um milhão de pessoas[carece de fontes?] em Londres e transmitido para televisão, sendo um dos eventos mais assistidos da história do país e do mundo, com uma audiência global estimada em 2,5 bilhões de pessoas.
Após sua morte, foi criado um fundo memorial que leva seu nome. Em 1997, a Campanha Internacional de Proibição das Minas Terrestres, causa pela qual Diana advogou, recebeu o Nobel da Paz. Foi considerada a “mulher mais fotografada do mundo”, nomeada como a 3.ª maior personalidade britânica de todos os tempos e uma das pessoas mais importantes do século. Diana tornou-se um ícone popular e teve sua imagem mitificada por muitos após sua morte, que, embora tenha sido apontada como o resultado de um trágico acidente após anos de investigação, segue envolta de inúmeras teorias conspiratórias. A "princesa do povo" continua sendo uma figura relevante na imprensa britânica e, em menor escala, a nível mundial, servindo de tema para muitos livros, jornais, revistas, documentários e filmes, mesmo após mais de duas décadas de seu falecimento. É dito que a influência da princesa, tanto em vida quanto após a morte, impactou positivamente a monarquia britânica, que modernizou-se e se tornou mais próxima do povo, especialmente na figura dos seus filhos.

## Infância e juventude

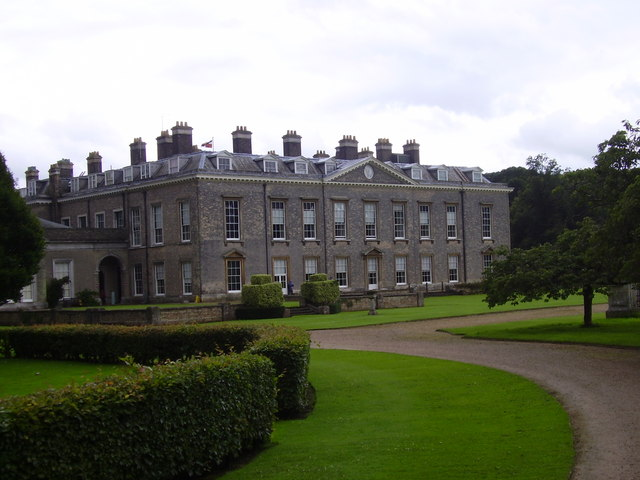
A residência principal da Família Spencer, Althorp. Na época do nascimento e da infância de Diana, era residência de seu avô Albert e a princesa frequentava o lugar. Em 1975, o pai de Diana, John, herdou o lugar.

Diana Frances Spencer nasceu em 1 de julho de 1961 em Park House, Sandringham, Norfolk. Ela era a quarta de cinco filhos de John Spencer, Visconde Althorp e de  Frances Ruth Burke Roche, Viscondessa Althorp. A família Spencer foi intimamente aliada da família real britânica por várias gerações e as avós de Diana, Cynthia Spencer, Condessa Spencer e Ruth Burke Roche, Baronesa Fermoy, serviram como damas de honra da rainha Isabel, a Rainha Mãe. Os seus pais demoraram uma semana para escolher o seu nome, uma vez que eles esperavam o nascimento de um menino que fosse o herdeiro varão da família Spencer. Eles decidiram por Diana Frances, em homenagem a sua mãe e Lady Diana Spencer, uma antepassada que também foi cogitada a ser uma futura Princesa de Gales.
Diana descende de dois reis da dinastia Stuart: o rei Carlos II de Inglaterra (através de Henry FitzRoy, 1.º Duque de Grafton e Carlos Lennox, 1.º Duque de Richmond, filhos que teve com suas amantes Barbara Palmer, 1.ª Duquesa de Cleveland e Louise Renée de Pennancoet de Kéroualle, respectivamente) e também o rei Jaime II de Inglaterra, através de Henriqueta FitzJames, filha que teve com sua amante Arabella Churchill, o que faz de Diana prima distante do primeiro-ministro Winston Churchill. Diana também é prima distante de Camilla Parker Bowles.
Em 30 de agosto de 1961, Diana foi batizada na Igreja de Santa Maria Madalena, Sandringham. Ela cresceu com três irmãos: Sarah, Jane e Charles. Seu irmão mais novo, John, morreu pouco depois de seu nascimento, um ano antes de Diana nascer. Diana cresceu em Park House, situada na propriedade de Sandringham House. Os Spencers alugaram Park House à sua proprietária, a rainha Isabel II. A família real costumava passar férias na propriedade vizinha Sandringham House, e Diana brincava com os filhos da rainha, o príncipe André e o príncipe Eduardo.
Diana tinha sete anos quando seus pais se divorciaram. Mais tarde, sua mãe começou um relacionamento com Peter Shand Kydd e se casou com ele em 1969. Diana morou com sua mãe em Londres durante a separação de seus pais em 1967, mas durante as férias de Natal daquele ano, Lord Althorp recusou-se a permitir que Diana voltasse a Londres com Lady Althorp. Pouco depois, ele ganhou a custódia de Diana com o apoio de sua ex-sogra, Lady Fermoy. Em 1976, Lord Althorp casou-se com Raine, Condessa de Dartmouth. O relacionamento de Diana com sua madrasta era particularmente ruim. Posteriormente, ela descreveu sua infância como "muito infeliz" e "muito instável, em tudo". Diana ficou conhecida como Lady Diana por causa do pai que herdou o título de Conde Spencer em 1975, momento em que o pai dela mudou a família inteira de Park House para Althorp, a sede da família Spencer em Northamptonshire.

## Educação e pós-estudos

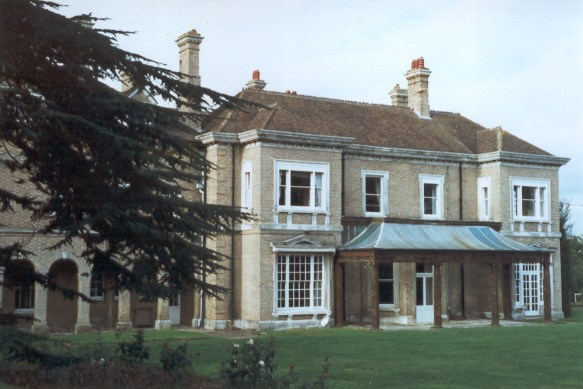
West Heath School, um internato em Sevenoaks, Kent, onde Diana estudou de 1973 até 1977

Diana foi inicialmente educada em casa sob a supervisão de sua governanta, Gertrude Allen. Ela começou sua educação formal na Silfield Private School em Gayton, Norfolk, e se mudou para Riddlesworth Hall School, um colégio interno para meninas perto de Thetford, quando tinha nove anos de idade. Ela se juntou às irmãs na West Heath Girls' School em Sevenoaks, Kent, em 1973. Ela não se destacou academicamente, sendo reprovada duas vezes nos níveis O. Ela deixou West Heath quando ela tinha dezesseis anos. Seu irmão Charles lembra que ela era bastante tímida até então, e demonstrou um talento para a música como uma pianista talentosa. Ela também se destacou em natação e mergulho, e estudou balé e sapateado.
Depois de frequentar o Instituto Alpin Videmanette (uma escola de fim de ano em Rougemont, Suíça) por um período e partir após a Páscoa de 1978. Diana voltou a Londres, onde dividiu o apartamento de sua mãe com duas amigas da escola. Em Londres, ela fez um curso avançado de culinária, mas raramente cozinhava para as colegas de quarto. Ela conseguiu uma série de empregos de baixa remuneração; ela trabalhou como instrutora de dança para jovens até que um acidente de esqui a fez perder três meses de trabalho. Ela então encontrou trabalho como assistente de pré-escola em um grupo de recreação, fez alguns trabalhos de limpeza para sua irmã Sarah e vários de seus amigos, e agiu como uma anfitriã em festas. Ela passou um tempo trabalhando como babá para os Robertsons, uma família americana que vivia em Londres e trabalhava como auxiliar de professora de jardim de infância na Young England School em Pimlico. Em julho de 1979, sua mãe comprou para ela um apartamento em Coleherne Court em Earls Tribunal como presente de aniversário de 18 anos. Ela morou lá com três colegas de quarto até 25 de fevereiro de 1981.

## Relação com Carlos de Gales
Lady Diana conheceu o então príncipe Carlos, o filho mais velho da rainha Isabel II e na época herdeiro da coroa britânica, quando ela tinha 16 anos em novembro de 1977. Ele tinha então 29 anos e namorava sua irmã mais velha, Lady Sarah. Anos depois, ela foi convidada para um fim de semana no campo durante o verão de 1980, quando ela o viu jogar polo e ele se interessou muito por Diana, uma possível namorada. O relacionamento progrediu quando ele a convidou a bordo do iate real Britannia para um passeio de fim de semana em Cowes. Isso foi seguido por um convite a Balmoral (a residência escocesa da família real) para se juntar à família em um fim de semana em novembro de 1980. Lady Diana foi bem recebida pela rainha Isabel II, pela Rainha Mãe e pelo  Duque de Edimburgo. Mais tarde, o príncipe Carlos cortejou Diana em Londres. O então príncipe a pediu em casamento em 6 de fevereiro de 1981 no Castelo de Windsor, e Lady Diana aceitou, mas o noivado foi mantido em segredo por duas semanas e meia.

### Casamento e filhos

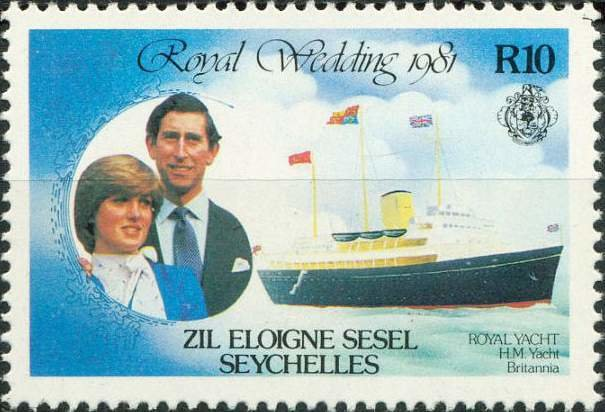
Selo comemorativo no Seicheles do casamento de Carlos e Diana.

Princesa Diana em seu icônico vestido de casamento, desenhado por David e Elizabeth Emanuel, em julho de 1981

O noivado de Diana e Carlos foi oficializado em 24 de fevereiro de 1981. Diana escolheu seu próprio anel de noivado. Após o noivado, Diana deixou sua ocupação como ajudante de professora de berçário e viveu por um breve período na Clarence House, que era sua casa. Depois viveu no Palácio de Buckingham até o casamento, onde, de acordo com a biógrafa Ingrid Seward, sua vida foi incrivelmente solitária. Diana foi a primeira mulher inglesa a se casar com o primeiro sucessor ao trono desde que Ana Hyde se casou com Jaime II, mais de 300 anos antes, e ela também foi a primeira noiva real a ter um emprego remunerado antes de seu noivado. Ela fez sua primeira aparição pública com o então príncipe Carlos em um baile beneficente em março de 1981 em Goldsmiths' Hall, onde ela conheceu Grace, Princesa de Mônaco. Diana, de 20 anos, tornou-se princesa de Gales quando se casou com Carlos em 29 de julho de 1981. O casamento aconteceu na Catedral de São Paulo, que oferecia mais lugares do que a Abadia de Westminster, uma igreja geralmente usada para os casamentos reais. O serviço religioso foi amplamente descrito como um "casamento de conto de fadas" e foi assistido por uma audiência mundial de televisão de 750 milhões enquanto 600 mil espectadores se enfileiravam nas ruas para ver o casal a caminho da cerimônia. No altar, Diana inadvertidamente inverteu a ordem dos dois primeiros nomes de Carlos, dizendo em vez disso "Felipe Carlos" Artur Jorge. Ela não disse que o "obedeceria"; esse voto tradicional foi omitido a pedido do casal, o que gerou alguns comentários na época. Diana usava um vestido avaliado em £ 9 000 (equivalente a £ 34 750 em 2019) com uma cauda de 7,62 metros. Depois de se tornar Princesa de Gales, Diana adquiriu automaticamente a classificação como a terceira mulher mais alta na ordem de precedência britânica (depois da Rainha e Rainha Mãe), e foi a quinta ou sexta na ordem de precedência de seus outros reinos, seguindo a rainha Isabel II, o vice-rei correspondente, o Duque de Edimburgo, a Rainha Mãe e o então Príncipe de Gales. Poucos anos após o casamento, a rainha estendeu a Diana os sinais visíveis de pertencer à família real; emprestou-lhe a Tiara Cambridge Lover's Knot da rainha Maria, e concedeu-lhe a insígnia da Ordem da Família Real da Rainha Isabel II.

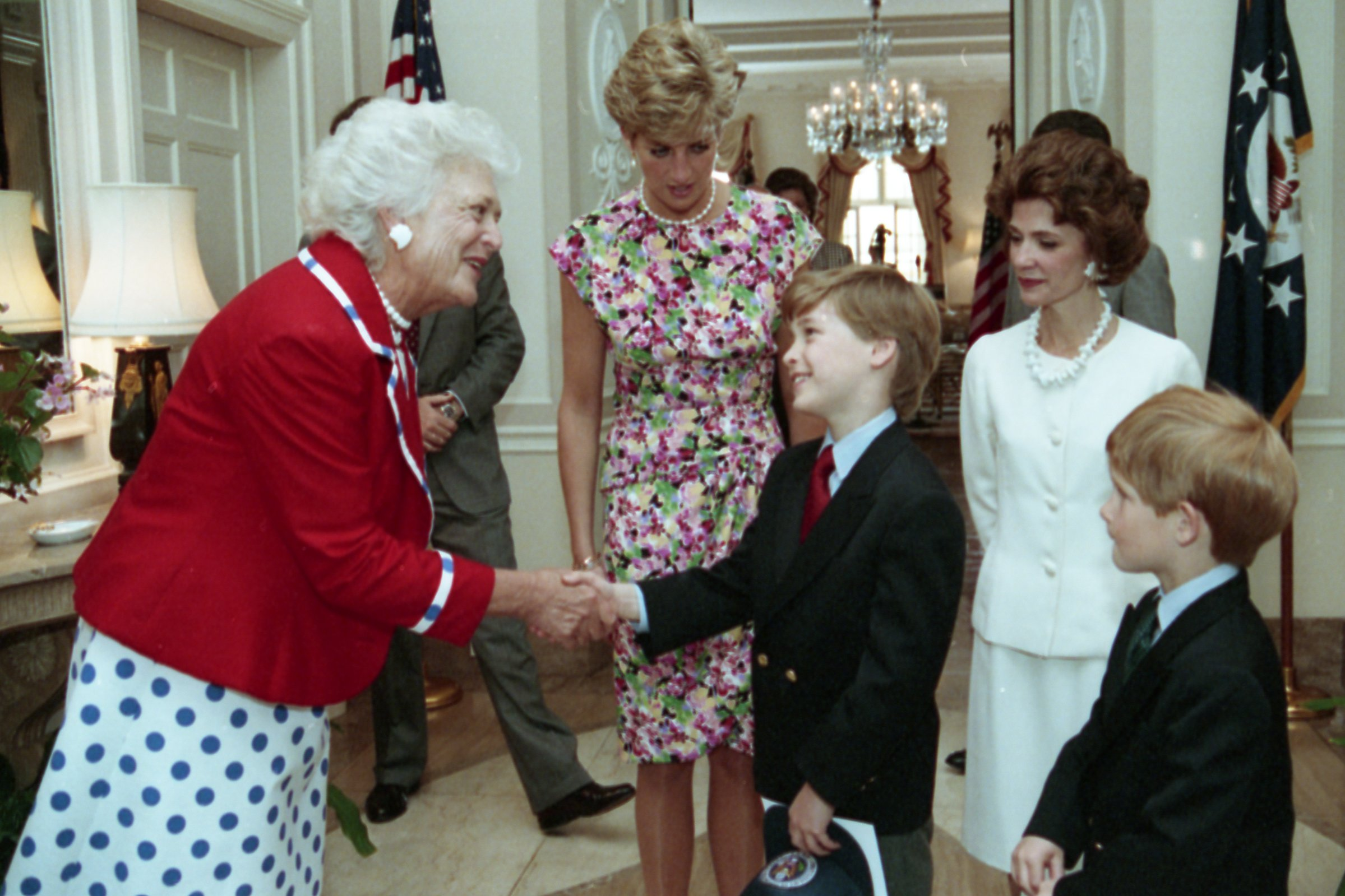
A princesa Diana e seus filhos Guilherme (centro) e Henrique (direita) em julho de 1991. O príncipe Guilherme cumprimenta a primeira-dama americana Barbara Bush na Winfield House, Londres.

O casal morava no Palácio de Kensington e Highgrove House, perto de Tetbury. Em 5 de novembro de 1981, a gravidez de Diana foi anunciada. Em janeiro de 1982, com 12 semanas de gravidez, Diana caiu de uma escada em Sandringham, sofrendo alguns hematomas. O ginecologista real Sir George Pinker foi convocado de Londres; o feto saiu ileso. Diana posteriormente confessou que havia se jogado escada abaixo intencionalmente porque se sentia "tão inadequada". Em fevereiro de 1982, imagens de uma Diana grávida de biquíni foram publicadas na mídia enquanto ela estava em feiras. A Rainha posteriormente emitiu um comunicado chamando-o de "o dia mais negro da história do jornalismo britânico". Em 21 de junho de 1982, Diana deu à luz o primeiro filho do casal, o príncipe Guilherme. Ela posteriormente sofreu de depressão pós-parto após a primeira gravidez. Em meio a algumas críticas da mídia, ela decidiu levar Guilherme, que ainda era um bebê, em suas primeiras grandes viagens pela Austrália e Nova Zelândia, e a decisão foi aplaudida pelo público. Um segundo filho, o príncipe Henrique, nasceu em 15 de setembro de 1984. A princesa disse que ela e Carlos eram mais próximos durante a gravidez de Henrique. Ela sabia que seu segundo filho era um menino, mas não compartilhou o conhecimento com ninguém, incluindo Carlos.
Diana deu aos filhos experiências mais extensas do que costumava acontecer com as crianças reais. Ela raramente se referia a Carlos ou à família real e costumava ser intransigente quando se tratava de crianças. Ela escolheu seus primeiros nomes, despediu uma babá da família real (e contratou uma de sua própria escolha), selecionou suas escolas e roupas, planejou passeios e os levou para a escola com a frequência que sua programação permitia. Ele também organizou suas funções públicas em torno de seus horários. Deu a eles uma educação magnífica e valores humanísticos, e com eles realizou atividades que não eram típicas da monarquia, com a firme determinação de que teriam uma infância como qualquer outra pessoa que não tivesse essa condição: ela os levou a restaurantes fast food, parques temáticos ou centros de tratamento para doentes e abrigos para os necessitados, garantindo que seus filhos conheçam em primeira mão a situação das pessoas sem recursos.

### Divórcio

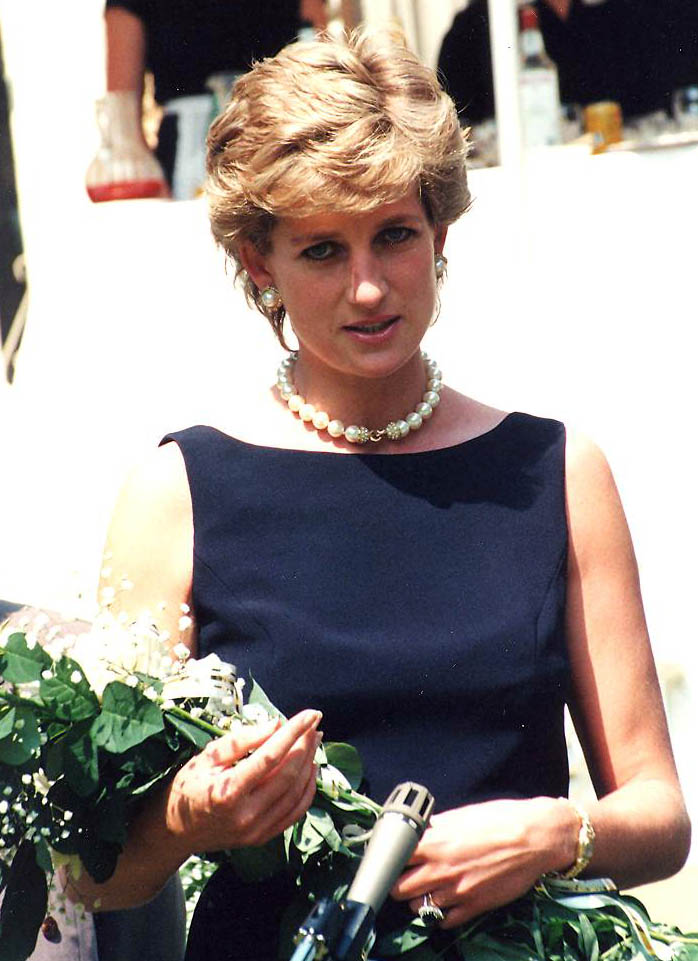
A Princesa de Gales na Rússia em 1995.

Em 20 de novembro de 1995, o jornalista Martin Bashir entrevistou Diana para o programa Panorama da BBC, onde a princesa discutiu seus próprios casos extraconjugais e os de seu marido. Referindo-se ao relacionamento de Carlos com Camilla Parker Bowles, que mais tarde se tornaria Rainha Consorte do Reino Unido, ela disse: "Bem, havia três de nós neste casamento, então era um pouco lotado". Ela também expressou dúvidas sobre a idoneidade de seu marido para a realeza. Os autores Tina Brown, Sally Bedell Smith e Sarah Bradford apoiam a admissão de Diana na entrevista de que ela sofria de depressão, "bulimia galopante" e havia se envolvido várias vezes no ato de automutilação; a transcrição do programa registra Diana confirmando muitos de seus problemas de saúde mental, incluindo que ela "machucou [seus] braços e pernas". A combinação de doenças das quais a própria Diana disse ter sofrido resultou na opinião de alguns de seus biógrafos que ela tinha transtorno de personalidade limítrofe.
Em 20 de dezembro, o Palácio de Buckingham anunciou que a rainha havia enviado cartas a Carlos e Diana, aconselhando-os a se divorciar. A mudança da rainha foi apoiada pelo primeiro-ministro e por conselheiros privados seniores e, de acordo com a BBC, foi decidida após duas semanas de negociações. Charles concordou formalmente com o divórcio em uma declaração escrita logo depois. Em fevereiro de 1996, Diana anunciou seu acordo após negociações com Charles e representantes da Rainha, irritando o Palácio de Buckingham ao fazer seu próprio anúncio do acordo de divórcio e seus termos. Em julho de 1996, o casal concordou com os termos do divórcio. Isso aconteceu logo após a acusação de Diana de que a assistente pessoal de Carlos, Tiggy Legge-Bourke, havia abortado seu filho, após o que Legge-Bourke instruiu seu advogado Peter Carter-Ruck a exigir um pedido de desculpas. O secretário particular de Diana, Patrick Jephson, renunciou pouco antes da história estourar, mais tarde escrevendo que ela havia "exultado em acusar Legge-Bourke de ter feito um aborto". Os rumores do suposto aborto de Legge-Bourke foram aparentemente espalhados por Martin Bashir como um meio de obter sua entrevista no Panorama com a princesa.
O decreto foi concedido em 15 de julho de 1996 e o divórcio foi finalizado em 28 de agosto de 1996. Diana foi representada por Anthony Julius no caso. Ela recebeu um acordo de quantia fixa de 17 milhões de libras (equivalente a 32 623 216 libras em 2020), bem como 400 000 libras por ano. O casal assinou um termo de confidencialidade que os proibia de discutir os detalhes do divórcio ou de sua vida conjugal. Dias antes, cartas patentes foram emitidas com regras gerais para regular os títulos reais após o divórcio. Diana perdeu o estilo "Sua Alteza Real" e, em vez disso, foi denominada "Diana, Princesa de Gales". Como a mãe do príncipe em linha de sucessão ao trono, ela continuou a ser considerada um membro da família real e recebeu a mesma precedência de que desfrutou durante seu casamento. A rainha supostamente queria deixar Diana continuar a usar o estilo de "Alteza Real" após seu divórcio, mas Carlos insistiu em removê-lo. Diz-se que o príncipe Guilherme tranquilizou sua mãe: "Não se preocupe, mamãe, vou devolvê-lo um dia, quando for rei".

## Princesa de Gales

### Aparições públicas

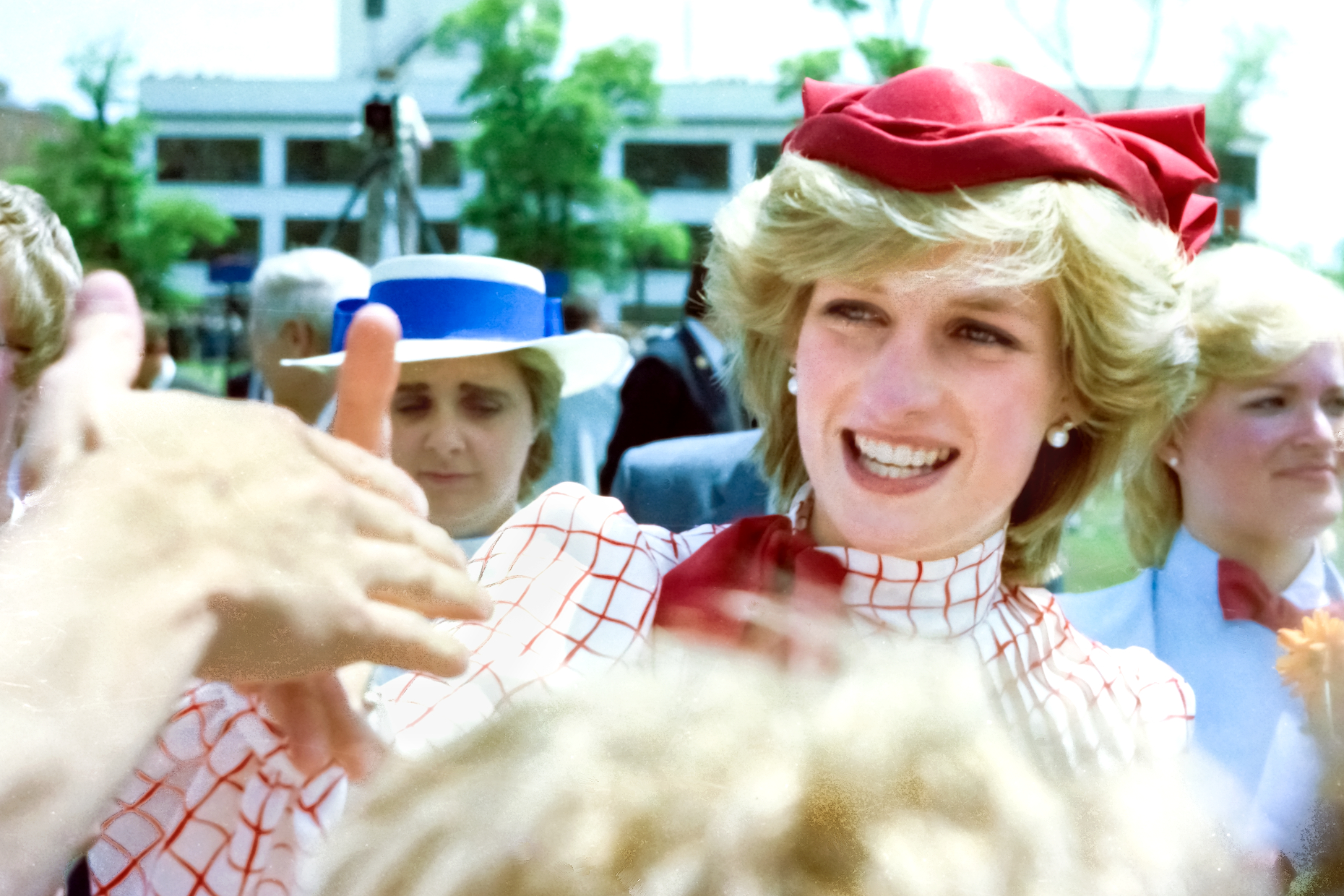
Princesa Diana em visita à Halifax, Nova Escócia, 1983.

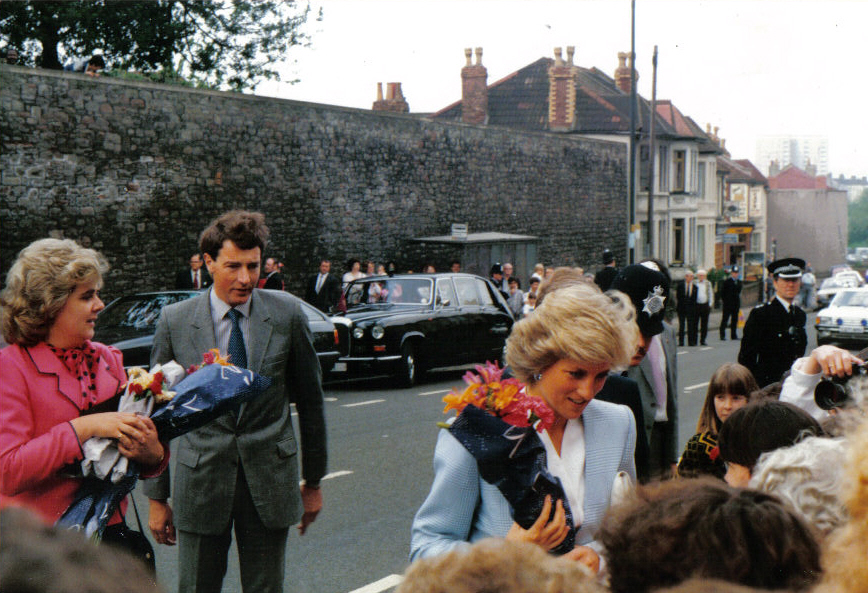
Princesa Diana em visita real para a abertura oficial do centro comunitário em Whitehall Road, Bristol, em maio de 1987.

Após seu noivado com o então príncipe Carlos, Diana fez sua primeira aparição pública oficial em março de 1981 em um evento de caridade no Goldsmiths' Hall. Em outubro de 1981, Carlos e Diana visitaram o País de Gales. Diana participou da Cerimônia de Abertura do Parlamento pela primeira vez em 4 de novembro de 1981. Seu primeiro compromisso solo foi uma visita a Regent Street em 18 de novembro de 1981 para acender as luzes de Natal. Ela compareceu ao Trooping the Colour pela primeira vez em junho de 1982, fazendo sua aparição na varanda do Palácio de Buckingham depois. A princesa fez sua turnê inaugural no exterior em setembro de 1982, para comparecer ao funeral de estado de Grace, Princesa de Mônaco. Também em 1982, Diana acompanhou Carlos aos Países Baixos e foi honrada como Grã-oficial, da Ordem da Casa de Orange pela rainha Beatriz. Em 1983, ela acompanhou Carlos em uma turnê pela Austrália e Nova Zelândia com o príncipe Guilherme. A turnê foi um sucesso e o casal atraiu imensas multidões, embora a imprensa se concentrasse mais em Diana do que em Carlos, cunhando o termo 'Dianamania' como uma referência à obsessão das pessoas por ela. Na Nova Zelândia, o casal se reuniu com representantes do povo Māori. Sua visita ao Canadá em junho e julho de 1983 incluiu uma viagem a Edmonton para abrir a Universíada de Verão de 1983 e uma parada em Newfoundland para comemorar o 400º aniversário da aquisição daquela ilha pela Coroa.
Em 1983, ela foi alvo do Exército Escocês de Libertação Nacional, que tentou entregar uma carta-bomba para ela. Em fevereiro de 1984, Diana foi a patrocinadora do London City Ballet quando ela viajou para a Noruega sozinha para assistir a uma apresentação organizada pela companhia. Em abril de 1985, Carlos e Diana visitaram a Itália, e mais tarde foram acompanhados pelos filhos. Eles se reuniram com o presidente Alessandro Pertini. A sua visita à Santa Sé incluiu uma audiência privada com o Papa João Paulo II.  No outono de 1985, eles voltaram para a Austrália, e sua turnê foi bem recebida pelo público e pela mídia, que se referiu a Diana como "Princesa Di-amond" e a "Joia da Coroa". Em novembro de 1985, o casal visitou os Estados Unidos, encontrando-se com o presidente Ronald Reagan e a primeira-dama Nancy Reagan na Casa Branca. Diana teve um ano agitado em 1986, enquanto ela e Carlos viajavam pelo Japão, Indonésia, Espanha e Canadá. No Canadá, eles visitaram a Expo 86, onde Diana desmaiou no Pavilhão da Califórnia. Em novembro de 1986, ela fez uma excursão de seis dias a Omã, Qatar, Bahrein e Arábia Saudita, onde conheceu o Rei Fahd e o sultão Qaboos bin Said al Said. Em 1988, Carlos e Diana visitaram a Tailândia e viajaram pela Austrália para as celebrações do bicentenário.

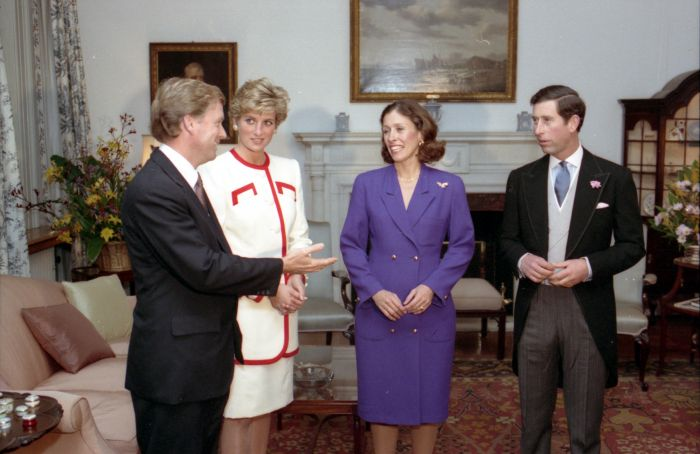
Carlos e Diana com o vice-presidente dos Estados Unidos Dan Quayle e sua esposa Marilyn após a entronização do imperador Akihito em 1990.

Em fevereiro de 1989, ela passou alguns dias em Nova Iorque em uma visita solo, principalmente para divulgar as obras da Ópera Nacional Galesa, da qual era patrocinadora. Durante uma visita ao Harlem Hospital Center, ela causou um profundo impacto no público ao abraçar espontaneamente uma criança de sete anos com AIDS. Em março de 1989, ela fez sua segunda viagem aos Estados Árabes do Golfo, na qual visitou o Kuwait e os Emirados Árabes Unidos. Em março de 1990, Diana e Carlos visitaram a Nigéria e Camarões. O presidente de Camarões na época ofereceu um jantar oficial de boas-vindas em Yaoundé. Os destaques da viagem incluíram visitas de Diana a hospitais e projetos com foco no desenvolvimento da mulher. Em maio de 1990, eles visitaram a Hungria por quatro dias. Foi a primeira visita de membros da família real a "um antigo país do Pacto de Varsóvia". Eles participaram de um jantar oferecido pelo presidente Árpád Göncz e assistiram a uma exibição de moda no Museu de Artes Aplicadas de Budapeste. O Instituto Peto estava entre os lugares visitados por Diana, e ela presenteou seu diretor com uma OBE honorária. Em novembro de 1990, o casal real foi ao Japão para assistir à entronização de Akihito.

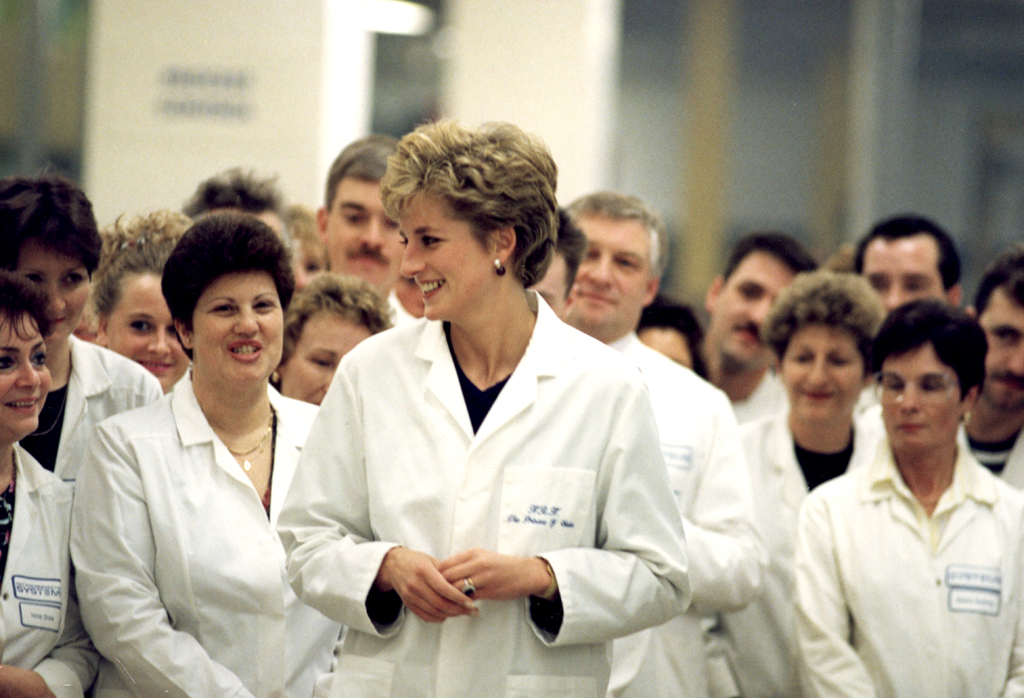
Diana visitando o Interconnection Systems em South Shields, Inglaterra, 1992.

Em seu desejo de desempenhar um papel encorajador durante a Guerra do Golfo, Diana visitou a Alemanha em dezembro de 1990 para se encontrar com as famílias dos soldados. Posteriormente, ela viajou para a Alemanha em janeiro de 1991 para visitar a RAF Bruggen, e mais tarde escreveu uma carta encorajadora que foi publicada em Soldier, Navy News e RAF News'. Em 1991, Carlos e Diana visitaram a Queen's University em Kingston, Ontário, onde presentearam a universidade com uma réplica de sua carta real. Em setembro de 1991, Diana visitou o Paquistão em uma viagem solo e visitou o Brasil com Carlos. Durante a turnê brasileira, Diana fez visitas a organizações que lutavam contra a falta de moradia entre crianças de rua. Suas últimas viagens com Carlos foram para a Índia e Coréia do Sul em 1992. Ela visitou o hospício de Madre Teresa em Calcutá, Índia, em 1992. As duas mulheres se encontraram novamente naquele ano e desenvolveram um relacionamento pessoal. Foi também durante a turnê indiana que as fotos de Diana sozinha em frente ao Taj Mahal chegaram às manchetes. Em novembro de 1992, ela fez uma viagem solo oficial à França e teve uma audiência com o então presidente François Mitterrand.
Em dezembro de 1993, ela anunciou que se retiraria da vida pública, mas em novembro de 1994 disse que desejava "fazer um retorno parcial". Na sua qualidade de vice-presidente da Cruz Vermelha Britânica, ela estava interessada em desempenhar um papel importante nas celebrações do 125.º aniversário. Mais tarde, a rainha Isabel II a convidou formalmente para comparecer às celebrações do aniversário do Dia D. Em junho de 1995, Diana foi ao festival de arte da Bienal de Veneza, e também visitou Moscou, onde recebeu o Prêmio Internacional Leonardo. A princesa visitou muitos outros países, incluindo Argentina, Bélgica, Nepal, Suíça e Zimbábue. Durante sua separação com Carlos, que durou quase quatro anos, ela participou de grandes eventos nacionais como um membro sênior da família real, incluindo "as comemorações dos 50 anos do Dia da Vitória na Europa e Dia da Vitória sobre o Japão" em 1995. A celebração do 36º e último aniversário da princesa foi realizada na Tate Gallery, que também foi um evento comemorativo do 100º aniversário da galeria. Em julho de 1997, Diana compareceu ao funeral de Gianni Versace em Milão, Itália.

### Filantropia
A partir de meados dos anos 80, Lady Di se tornou cada vez mais associada a numerosas instituições de caridade. Ela realizou 191 engajamentos oficiais em 1988 e 397 em 1991. A princesa desenvolveu um interesse intenso em doenças graves e assuntos relacionados à saúde fora do âmbito do envolvimento real tradicional, incluindo a AIDS e a hanseníase. Em reconhecimento a seu efeito como filantropa, Stephen Lee, diretor do UK Institute of Charity Fundraising Managers, disse: "Seu efeito geral na caridade é provavelmente mais significativo do que o de qualquer outra pessoa no século 20".

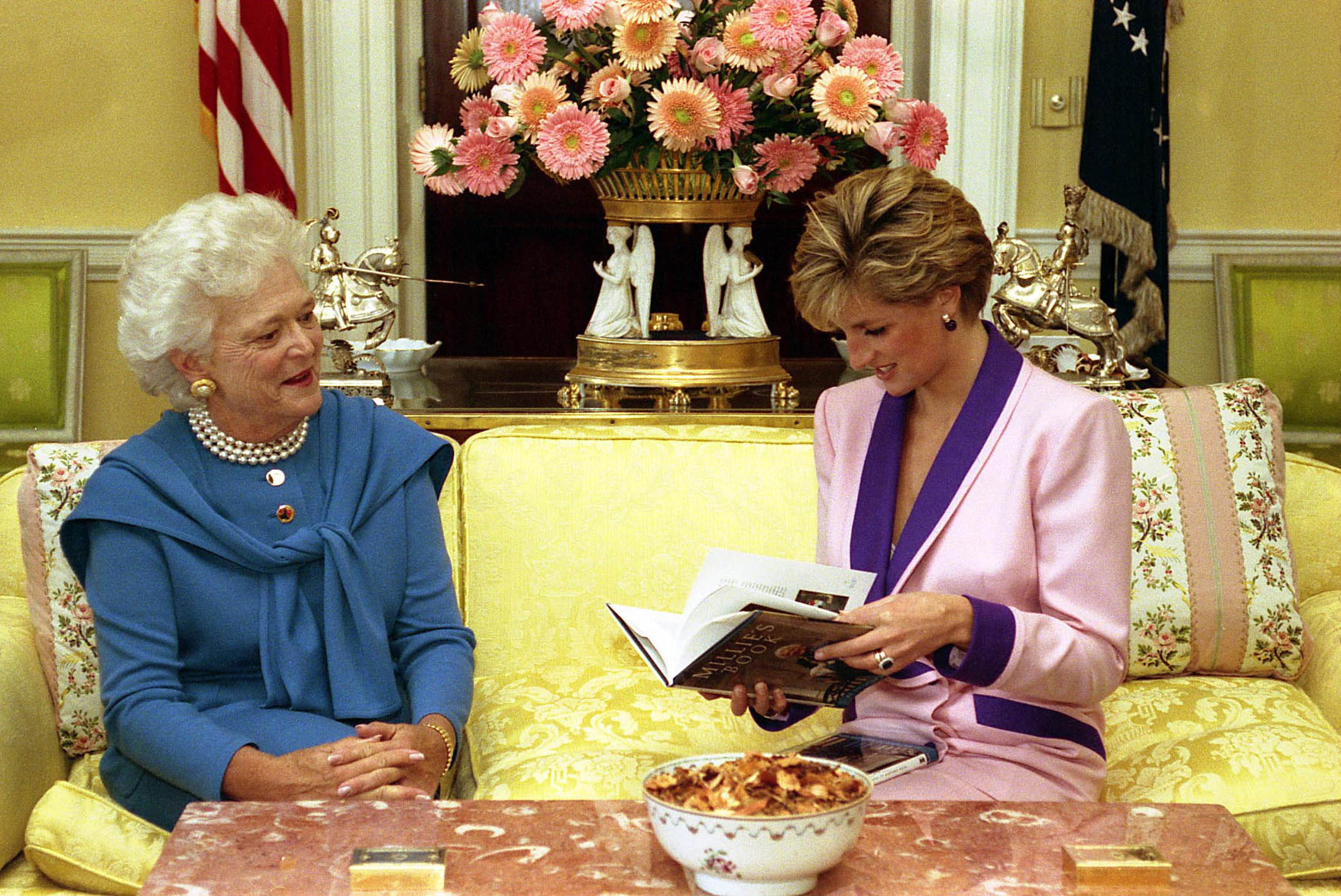
Diana e Barbara Bush em outubro de 1990. Bush dá à princesa uma cópia de seu livro infantil Millie's Book as Dictated to Barbara Bush, no qual as vendas dele foram doados a uma organização sem fins lucrativos de alfabetização.

Ela era a patronesse de instituições de caridade e organizações que trabalhavam com os sem-teto, jovens, viciados em drogas e idosos. Em 1987, Diana foi agraciada com a "Liberdade Honorária da Cidade de Londres", a maior honra que a Cidade de Londres concede a alguém. Em 1988, ela se tornou patronesse da Cruz Vermelha Britânica e apoiou suas organizações em outros países como Austrália e Canadá. Ela fazia várias visitas longas a cada semana ao Hospital Royal Brompton, onde trabalhava para confortar pacientes gravemente doentes ou moribundos. Desde 1989, ela foi presidente do Great Ormond Street Hospital for Children. Foi patronesse do Museu de História Natural de Londres e presidente da Royal Academy of Music. De 1984 a 1996, foi presidente da Barnardo's, uma instituição de caridade fundada pelo Dr. Thomas John Barnardo em 1866 para cuidar de crianças e jovens vulneráveis. De 1991 a 1996, ela foi patronesse da Headway, uma associação de lesões cerebrais.
Em 1992, ela se tornou a primeira patronesse do Chester Childbirth Appeal, uma instituição de caridade que ela apoiava desde 1984. A instituição de caridade, que recebeu o nome de um dos títulos reais de Diana, poderia arrecadar mais de um milhão de libras com sua ajuda. Em 1994, ela ajudou sua amiga Julia Samuel a lançar a instituição de caridade Child Bereavement UK, que apoia crianças "de famílias militares, vítimas de suicídio, e pais terminais", e tornou-se sua patronesse. O príncipe Guilherme mais tarde substituiu sua mãe como a patrono real da instituição de caridade. Em dezembro de 1995, Diana recebeu o Prêmio Humanitário Unidos de Paralisia Cerebral do Ano em Nova York por seus esforços filantrópicos. Em outubro de 1996, por seus trabalhos com idosos, ela recebeu uma medalha de ouro em uma conferência de saúde organizada pelo Centro Pio Manzù em Rimini, Itália. No dia seguinte ao seu divórcio, ela anunciou sua demissão de mais de cem instituições de caridade e reteve patrocínios de apenas seis: Centrepoint, English National Ballet, Great Ormond Street Hospital, The Leprosy Mission, National AIDS Trust e o Royal Marsden Hospital. Ela continuou seu trabalho com a Campanha Internacional para a Eliminação de Minas da Cruz Vermelha Britânica, mas não foi mais listada como patronesse.
Em maio de 1997, Diana abriu o Richard Attenborough Centre for Disability and the Arts em Leicester, depois de ser solicitada por seu amigo Richard Attenborough. Em junho de 1997, alguns de seus vestidos e ternos foram vendidos nas casas de leilões da Christie's em Londres e Nova Iorque, e os lucros obtidos com esses eventos foram doados a instituições de caridade. Seu compromisso oficial final foi uma visita ao Northwick Park Hospital, Londres, em 21 de julho de 1997. Ela estava programada para participar de uma angariação de fundos no Centro Osteopático para Crianças em 4 de setembro de 1997, quando retornasse de Paris.

#### HIV/AIDS
A princesa começou seu trabalho com pacientes com AIDS nos anos 80 e foi a primeira figura real britânica a fazê-lo. Em 1987, ela deu as mãos a um paciente com AIDS em um de seus primeiros esforços para desestigmatizar a condição. Diana observou: "O HIV não torna as pessoas perigosas. Você pode apertar-lhes a mão e dar-lhes um abraço. O céu sabe que elas precisam disso. Além disso, você pode compartilhar suas casas, seus locais de trabalho, seus parques infantis e brinquedos". Para desapontamento de Diana, a rainha Isabel II não apoiou este tipo de trabalho beneficente, sugerindo que ela se envolvesse em "algo mais agradável". Em 1989, ela abriu o Landmark Aids Centre no sul de Londres. Em outubro de 1990, Diana abriu a Grandma's House, um lar para jovens pacientes com AIDS em Washington, D.C. Ela também era uma patronesse do National AIDS Trust. Em 1991, ela abraçou um paciente durante uma visita à ala de AIDS do Hospital Middlesex, que ela havia aberto em 1987 como a primeira unidade hospitalar dedicada a esta causa no Reino Unido. Como patronesse de Turning Point, uma organização de saúde e assistência social, Diana visitou seu projeto em Londres para pessoas com HIV/AIDS em 1992. Mais tarde, ela estabeleceu e liderou campanhas de arrecadação de fundos para a pesquisa da AIDS.
Em março de 1997, Diana visitou a África do Sul, onde se encontrou com o então presidente Nelson Mandela. Sua contribuição para mudar a opinião pública em relação aos portadores da doença foi lembrada em 2001 pelo então presidente americano Bill Clinton:
| “ | Em 1987, quando muitos acreditavam que a AIDS poderia ser contraída através do toque, a Princesa Diana sentou-se numa cama onde deitava um aidético e segurou sua mão. Ela mostrou ao mundo que as pessoas com AIDS não mereciam o isolamento, mas sim compaixão. Isso ajudou a mudar a opinião do mundo, ajudou as pessoas com AIDS, e também ajudou a salvar as pessoas em risco | ” |

Em 2 de novembro de 2002, Mandela anunciou que o Nelson Mandela Children's Fund se uniria ao Fundo Memorial de Diana, Princesa de Gales para ajudar as pessoas com AIDS: "Quando ela acariciou os membros de alguém com hanseníase ou sentou-se na cama de um homem com HIV/AIDS e segurou sua mão, ela transformou as atitudes públicas e melhorou as chances de vida de tais pessoas". Diana havia usado seu status de celebridade para "combater o estigma ligado a pessoas vivendo com HIV/AIDS", disse Mandela. Em 2009, um painel incluindo Ian McKellen e Alan Hollinghurst escolheu o retrato de Diana para ser exibido na exposição Gay Icons na National Portrait Gallery, Londres. Em outubro de 2017, a revista Attitude homenageou Diana com seu Prêmio Legado por seu trabalho sobre HIV/AIDS. O príncipe Henrique aceitou o prêmio em nome de sua mãe.

#### Câncer

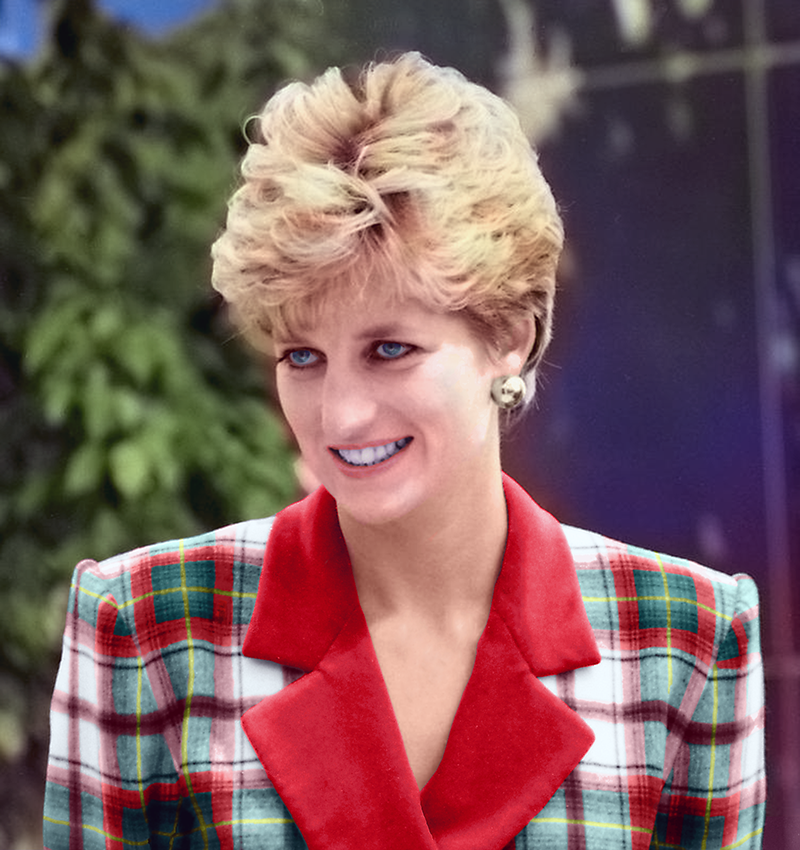
Imagem colorizada da Princesa de Gales em 1992 no Accord Hospice, uma instituição que oferece cuidados especiais para pessoas com doenças terminais.

Em 1988, Diana abriu o Children with Leukaemia (mais tarde renomeada Children with Leukaemia UK) em memória de duas jovens vítimas de câncer. Em novembro de 1987, poucos dias após a morte de Jean O'Gorman por câncer, Diana conheceu sua família. As mortes de Jean e seu irmão a afetaram e ela ajudou a família deles a estabelecer a caridade. Foi aberta por ela em 12 de janeiro de 1988 na Escola Secundária Mill Hill, e ela a apoiou até sua morte em 1997. Para sua primeira viagem oficial solo, Diana visitou The Royal Marsden NHS Foundation Trust, um hospital de tratamento de câncer em Londres. Mais tarde, ela escolheu esta instituição de caridade para estar entre as organizações que se beneficiaram do leilão de suas roupas em Nova Iorque.
O gerente de comunicação do Trust disse: "A Princesa tinha feito muito para remover o estigma e o tabu associados a doenças como câncer, AIDS, HIV e hanseníase". Diana tornou-se presidente do hospital em 27 de junho de 1989.
A Unidade de Câncer Infantil Wolfson foi aberta por Diana em 25 de fevereiro de 1993. Em fevereiro de 1996, Diana, que havia sido informada sobre um hospital de câncer recém-inaugurado construído por Imran Khan, viajou ao Paquistão para visitar as enfermarias de câncer infantil e participar de um jantar de arrecadação de fundos em ajuda à instituição de caridade em Lahore. Em junho de 1996, ela viajou para Chicago em sua qualidade de presidente do Hospital Royal Marsden a fim de participar de um evento de arrecadação de fundos no Museu Field de História Natural e arrecadou mais de um milhão de libras para a pesquisa do câncer. Além disso, ela visitou pacientes no Hospital do Condado de Cook e fez comentários em uma conferência sobre câncer de mama na Northwestern University Pritzker School of Law após conhecer um grupo de pesquisadores sobre câncer de mama. Em setembro de 1996, depois de ser convidada por Katharine Graham, Diana foi a Washington, D.C. e apareceu num café da manhã da Casa Branca a respeito do Nina Hyde Center for Breast Cancer Research. Ela também participou de uma campanha anual de arrecadação de fundos para pesquisa do câncer de mama organizada pelo The Washington Post no mesmo centro.

#### Minas terrestres

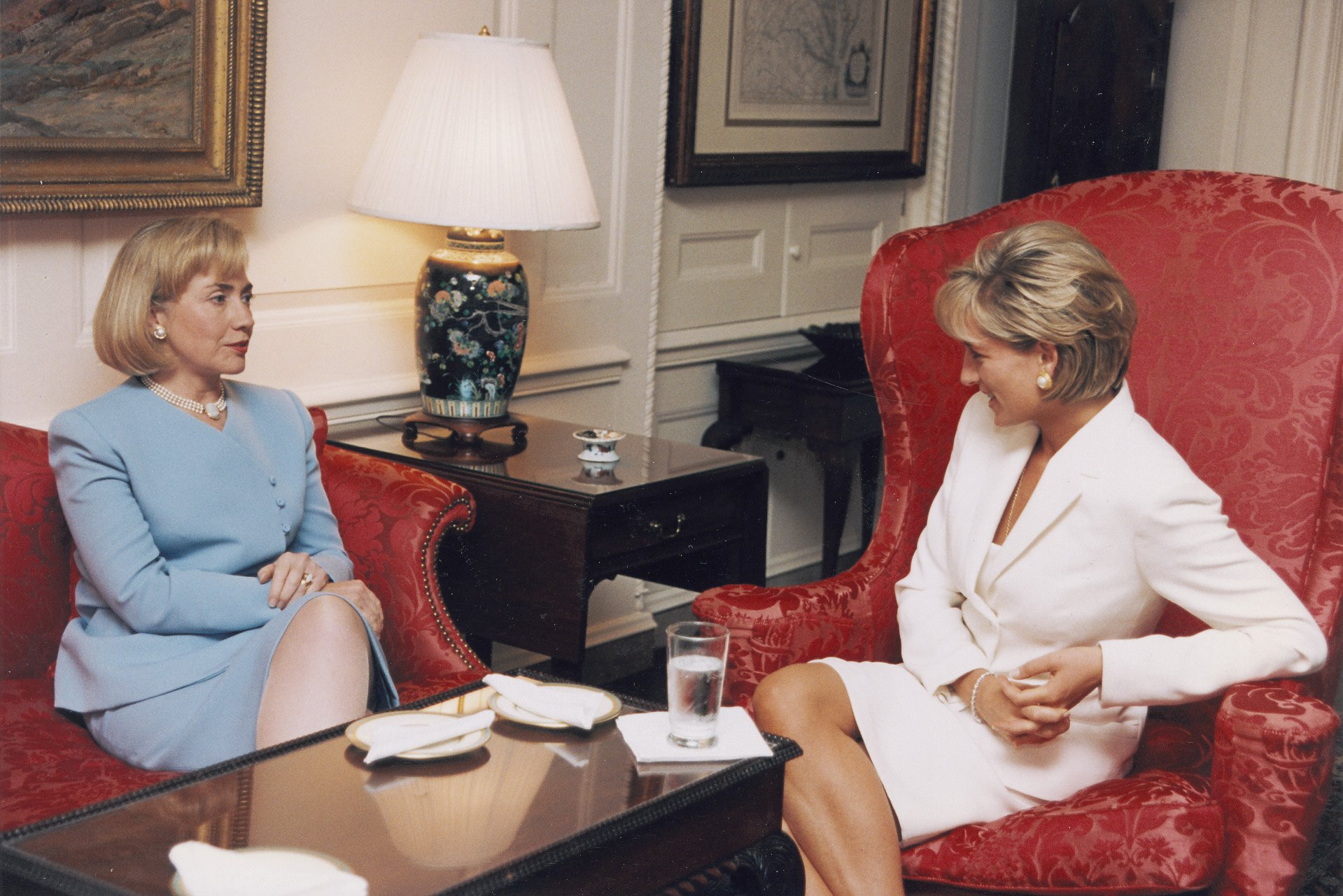
Conversa da então primeira-dama Hillary Clinton e Diana na Sala do Mapa após uma campanha de angariação de fundos para as minas terrestres, junho de 1997.

A luta contra as minas terrestres foi outro projeto que recebeu o apoio e o empenho de Diana. Para promover suas ideias do quanto as minas terrestres causavam de prejuízos à humanidade, ela viajou para África, em janeiro de 1997, trabalhando como uma voluntária do Comitê Internacional da Cruz Vermelha. Diana visitou sobreviventes das explosões de minas terrestres em hospitais, excursionou projetos organizados pela HALO Trust e compareceu em aulas de conhecimento sobre minas terrestres que ameaçavam casas e vilarejos.
Em agosto do mesmo ano, Diana visitou a Bósnia com o Landmine Survivors Network. A princesa tinha interesse em evitar os prejuízos que as minas causavam às pessoas, especialmente às crianças. Como resultado do empenho de Diana, foi assinado, por apelo da Organização das Nações Unidas, o Tratado de Ottawa, que proíbe o uso, a produção, a estocagem e a transferência de minas terrestres. Apresentando a Segunda Leitura do Projeto de Lei sobre Minas Terrestres de 1998 à Câmara dos Comuns Britânica, o Ministro das Relações Exteriores, Robin Cook, prestou homenagem ao trabalho de Diana sobre minas terrestres:
| “ | Todos os membros ilustres saberão por seus correios da imensa contribuição feita por Diana, Princesa de Gales, ao trazer para muitos de nossos constituintes os custos humanos das minas terrestres. A melhor maneira de registrar nosso apreço por seu trabalho e pelo trabalho das ONGs que fizeram campanha contra as minas terrestres é aprovar o Projeto de Lei e preparar o caminho para uma proibição global das minas terrestres. | ” |

Alguns meses após a morte de Diana em 1997, a Campanha Internacional para Banir as Minas Terrestres ganhou o Prêmio Nobel da Paz.

#### Outras áreas

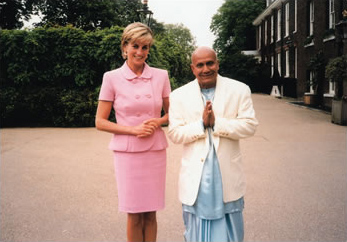
Princesa Diana com o filósofo indiano Sri Chinmoy, 21 de maio de 1997. Chinmoy foi o fundador da Oneness-Heart Tears and Smiles, uma organização de auxílio humanitário para regiões empobrecidas da Europa Oriental, Índia, Indonésia, África e Micronésia.

Em novembro de 1989, Diana visitou um hospital de hanseníase na Indonésia. Após sua visita, ela se tornou patronesse da Missão da Hanseníase, uma organização dedicada a fornecer medicamentos, tratamento e outros serviços de apoio àqueles que estão afligidos com a doença. Ela continuou sendo a patronesse desta instituição e visitou vários de seus hospitais ao redor do mundo, especialmente na Índia, Nepal, Zimbábue e Nigéria até sua morte em 1997. Ela tocou as pessoas afetadas pela doença quando muitas pessoas acreditavam que ela poderia ser contraída através de contato casual. "Sempre foi minha preocupação tocar as pessoas com hanseníase, tentando mostrar em uma simples ação que elas não são injuriadas, nem somos repelidas", comentou. O Centro de Educação e Mídia de Saúde de Diana, Princesa de Gales, em Noida, Índia, foi inaugurado em sua homenagem em novembro de 1999, financiado pelo Fundo Memorial de Diana, Princesa de Gales para dar apoio social às pessoas afetadas pela hanseníase e pela incapacidade.
A Princesa também era uma defensora dos jovens sem-teto e falou em nome deles dizendo que "eles merecem um começo decente na vida". "Nós, como parte da sociedade, devemos assegurar que os jovens - que são nosso futuro - tenham a oportunidade que merecem", disse ela. Diana costumava levar os jovens Guilherme e Henrique para visitas particulares aos serviços do Centrepoint e aos abrigos para sem-teto. "Os jovens de Centrepoint sempre foram realmente tocados por suas visitas e por seus sentimentos genuínos por eles", disse um dos funcionários da instituição de caridade. O príncipe Guilherme tornou-se mais tarde o patrono desta instituição de caridade.

## Privacidade e questões legais
Em novembro de 1980, o Sunday Mirror publicou uma história afirmando que Carlos havia usado o trem real duas vezes para um encontro amoroso secreto com Diana, levando o palácio a emitir uma declaração, chamando a história de "uma fabricação total" e exigindo um pedido de desculpas. Os editores do jornal, entretanto, insistiram que a mulher que embarcava no trem era Diana e se recusaram a pedir desculpas. Em fevereiro de 1982, fotos de uma Diana grávida em biquíni enquanto estava de férias foram publicadas na mídia. Posteriormente, a Rainha lançou uma declaração e chamou-a de "o dia mais escuro da história do jornalismo britânico".
Em 1993, a Mirror Group Newspapers (MGN) publicou fotografias de Diana que foram tiradas pelo proprietário da academia Bryce Taylor. As fotos mostravam ela se exercitando no ginásio LA Fitness vestindo "um leotardo e calção de ciclismo". Os advogados da Princesa imediatamente apresentaram uma queixa criminal que buscava "uma proibição permanente da venda e publicação das fotos" ao redor do mundo. Entretanto, alguns jornais fora do Reino Unido publicaram as fotos. Os tribunais concederam uma liminar contra Taylor e MGN que proibia "a continuação da publicação das fotos". A MGN mais tarde emitiu um pedido de desculpas depois de enfrentar muitas críticas do público. Diz-se que a MGN deu a Diana um milhão de libras como pagamento por suas despesas legais e doou £ 200 000 para suas instituições de caridade. Taylor também pediu desculpas e pagou a Diana £ 300 000, embora fosse alegado que um membro da família real o tinha ajudado financeiramente.

## Vida pessoal após o divórcio

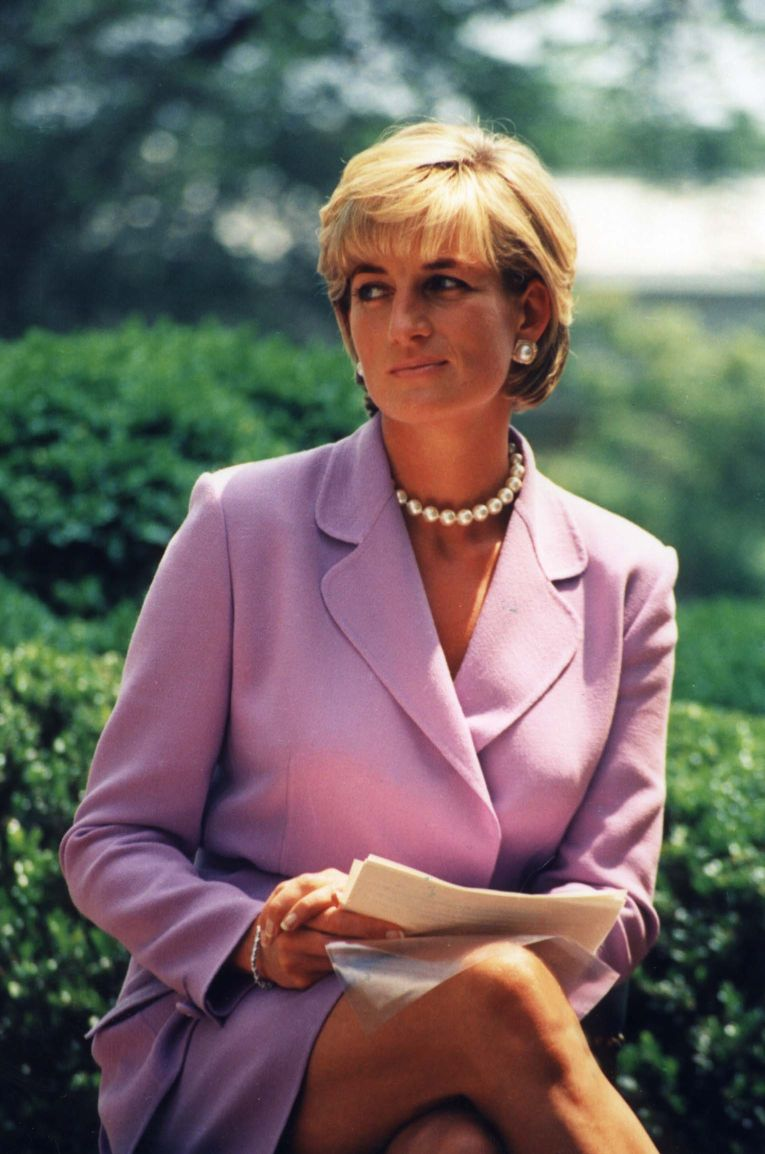
Princesa Diana na sede da Cruz Vermelha Americana na cidade de Washington, D.C., em junho de 1997.

Após seu divórcio em 1996, Diana ficou com um apartamento duplo no lado norte do Palácio de Kensington, que ela havia compartilhado com Carlos desde o primeiro ano de seu casamento. O apartamento permaneceu como sua casa até sua morte no ano seguinte. Ela também mudou seus escritórios para o Palácio de Kensington, mas foi autorizada "a usar os apartamentos do estado no Palácio de St. James". Em um livro publicado em 2003, Paul Burrell alegou que as cartas particulares de Diana haviam revelado que seu irmão, Lord Spencer, havia se recusado a permitir que ela morasse na Althorp, apesar do pedido dela. Ela também recebeu uma mesada para administrar seu escritório particular, que era responsável por seu trabalho de caridade e deveres reais, mas a partir de setembro de 1996 ela foi obrigada a pagar suas contas e "quaisquer despesas" incorridas por ela ou em seu nome. Além disso, ela continuou a ter acesso às jóias que havia recebido durante seu casamento, e foi autorizada a usar o transporte aéreo da família real e do governo britânico. Foi oferecida a Diana uma segurança pelo Grupo de Proteção da Realeza da Polícia Metropolitana, do qual ela se beneficiou enquanto viajava com seus filhos, mas que havia recusado nos últimos anos de sua vida, numa tentativa de se distanciar da família real.
Diana namorou o cirurgião cardíaco britânico-paquistanês Hasnat Khan, que foi chamado de "o amor de sua vida" por muitos de seus amigos mais próximos após sua morte, e diz-se que ela o descreveu como "Sr. Maravilhoso". Em maio de 1996, Diana visitou Laore a convite de Imran Khan, um parente de Hasnat Khan, e visitou a família deste último em segredo. Khan era intensamente privado e o relacionamento era conduzido em segredo, com Diana mentindo aos membros da imprensa que a questionaram sobre o assunto. Seu relacionamento durou quase dois anos com relatos diferentes de quem o terminou. Diz-se que ela falou de sua angústia quando ele terminou seu relacionamento. Entretanto, de acordo com o testemunho de Khan no inquérito sobre a morte da princesa, foi Diana quem terminou seu relacionamento no verão de 1997. Burrell também disse que o relacionamento foi terminado por Diana em julho de 1997. Burrell também alegou que a mãe de Diana, Frances Shand Kydd, desaprovou o relacionamento de sua filha com um homem muçulmano. Por ocasião da morte de Diana em 1997, ela não havia falado com sua mãe em quatro meses. Em contraste, seu relacionamento com sua madrasta afastada havia supostamente melhorado.
Dentro de um mês, Diana iniciou um relacionamento com Dodi Al-Fayed, o filho do empresário egípcio Mohamed Al-Fayed. Durante o verão de 1997, Diana havia considerado levar seus filhos de férias para os Hamptons em Long Island, Nova York, mas as autoridades de segurança haviam lhe impedido. Após decidir não ir a uma viagem à Tailândia, ela aceitou o convite de Fayed para se juntar à sua família no sul da França, onde seu complexo e seus grandes detalhes de segurança não causariam preocupação ao esquadrão de Proteção Real. Mohamed Al-Fayed comprou o Jonikal, um iate multimilionário de 60 metros no qual entreteria Diana e seus filhos.

## Morte

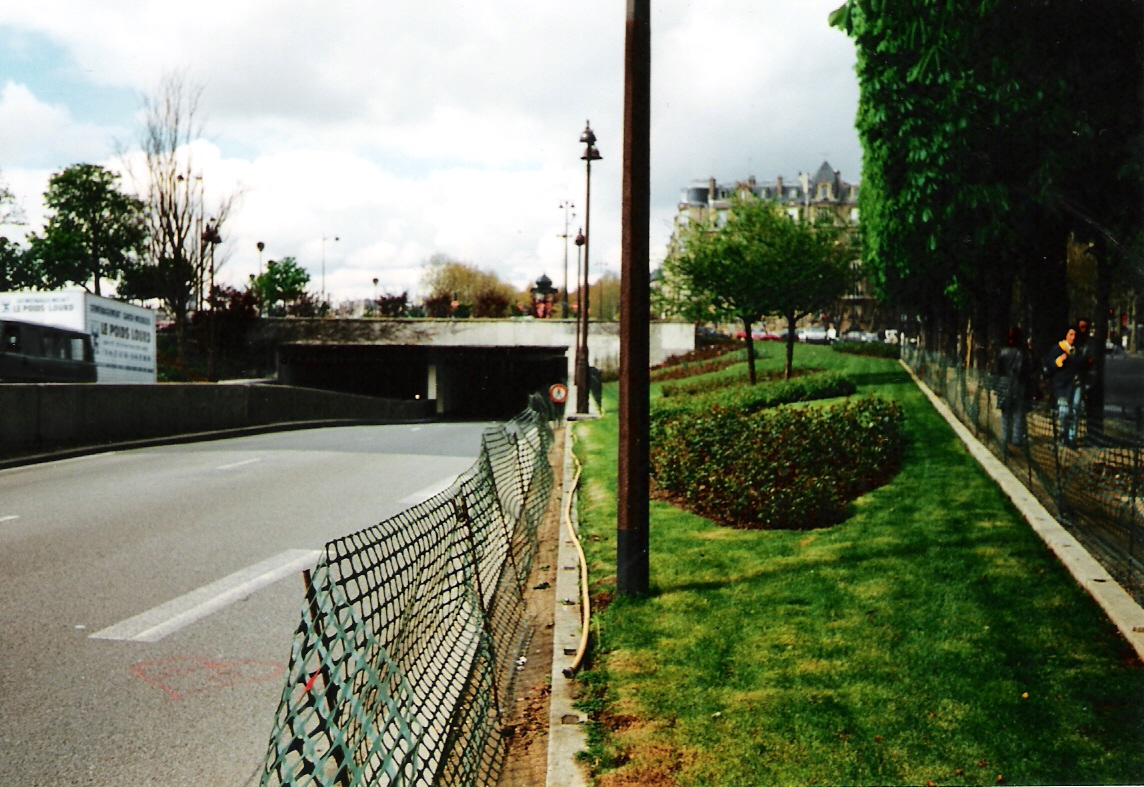
Túnel da Ponte de l'Alma em abril de 1998

Em 31 de agosto de 1997, Diana morreu após um acidente automobilístico no túnel da Ponte de l'Alma, em Paris, França, quando era perseguida por sete paparazzi em motos. Diana estava em um jantar com o milionário egípcio Dodi Al-Fayed, seu então namorado e herdeiro da cadeia de lojas Harrods, em um restaurante do Hotel Ritz quando decidiram sair do local, logo começou a perseguição por parte dos paparazzi. Diana entrou em uma Mercedes-Benz S280 sedan 1997, acompanhada por Dodi Al-Fayed, pelo guarda-costas de Fayed, Trevor Rees-Jones e pelo motorista Henri Paul, rumo ao apartamento de Fayed. Devido a embriaguez, o motorista Henri perdeu o controle do carro e bateu fortemente no 13° pilar do túnel abaixo da ponte numa velocidade de 170 Km/h, enquanto fugia dos paparazzi.
Henri Paul e Dodi Al-Fayed morreram imediatamente. O guarda-costas Trevor Rees-Jones era o mais próximo do ponto de impacto e o único ocupante do carro que estava utilizando o cinto de segurança, que com a forte colisão da S280, o duplo airbag foi acionado na hora do impacto. Rees-Jones foi o único sobrevivente do acidente e passou por uma grande cirurgia com inúmeros ossos partidos, trauma no peito e lesão cerebral. Depois de meses em coma no hospital, disse que não tinha lembranças do acidente. Diana, que estava sentada ao banco de trás, bateu brutalmente no banco à sua frente durante o impacto, causando uma hemorragia interna, ferimentos e lesões nos pulmões e na cabeça, e quebra de ossos (bacia e braço). Lady Di foi transportada para o Hospital Pitié-Salpêtrière, onde, apesar das numerosas tentativas de reanimação cardiorrespiratória, morreu às 4 da madrugada.
Em 5 de setembro, a rainha Isabel II a homenageou em uma transmissão ao vivo pela televisão. O funeral de Diana aconteceu na Abadia de Westminster em 6 de setembro. Seus filhos caminharam na procissão fúnebre atrás de seu caixão, junto com seu ex-marido, o Duque de Edimburgo, o irmão de Diana, Lord Spencer, e representantes de algumas de suas instituições de caridade. No funeral de Diana, seu irmão Charles Spencer disse: "Acima de tudo, nós agradecemos pela vida de uma mulher que tenho muito orgulho em poder chamar de minha irmã - a única, a complexa, a extraordinária a insubstituível Diana, cuja beleza, interna e externa, jamais se extinguirá de nossas mentes". O corpo de Lady Di foi levado para Althorp House, propriedade da família Spencer onde a princesa passou sua infância, e foi sepultado numa pequena ilha no centro de um lago do grande jardim aberto da propriedade, com um pequeno monumento próximo ao local. O seu funeral foi assistido por aproximadamente dois bilhões de pessoas em todo o mundo.
O cantor norte-americano Michael Jackson selecionou a canção Gone Too Soon na compilação Diana Princess of Wales Tribute em sua nobreza, pois em diversas ocasiões Michael nunca escondeu o quanto a admirava e amizade que tinham. O cantor britânico Elton John, grande amigo de Diana, compôs a música Candle in the Wind em homenagem à princesa. Esta composição foi a reedição de uma composição homônima de 1973, que havia sido feita em homenagem a Marilyn Monroe. A nova versão foi composta em parceria com Bernie Taupin e a primeira linha da letra foi alterada de "Goodbye Norma Jean" ("Adeus, Norma Jean" - nome verdadeiro de Marilyn), para "Goodbye England's Rose" ("Adeus rosa da Inglaterra"). A versão foi cantada ao vivo uma única vez, durante o funeral de Diana. Depois da homenagem, Elton foi nomeado cavaleiro pela Rainha Isabel II, por ter oferecido apoio emocional à família pelo trágico acidente.

## Legado

### Imagem pública

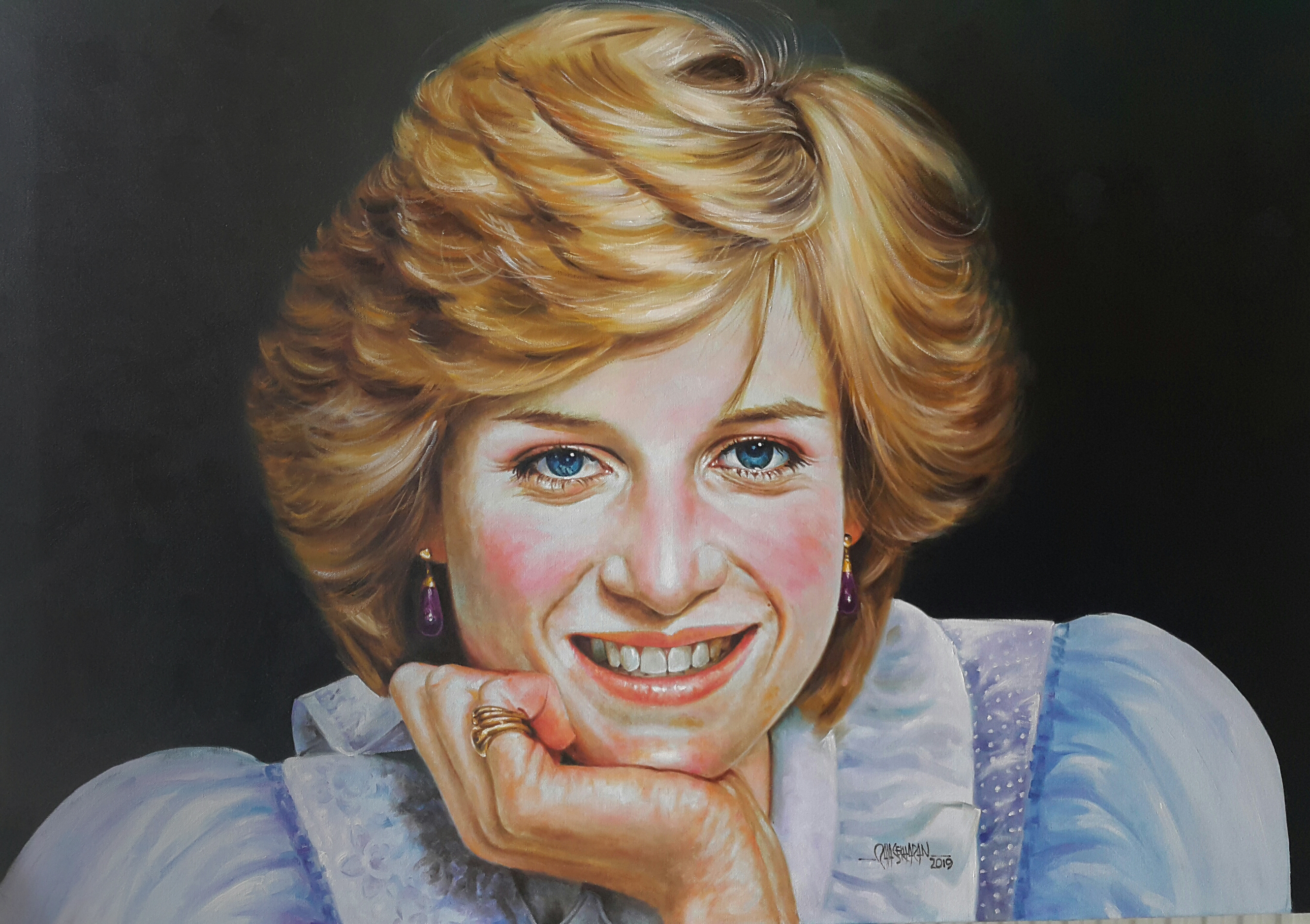
Pintura a óleo de Diana por Rajasekharan Parameswaran.

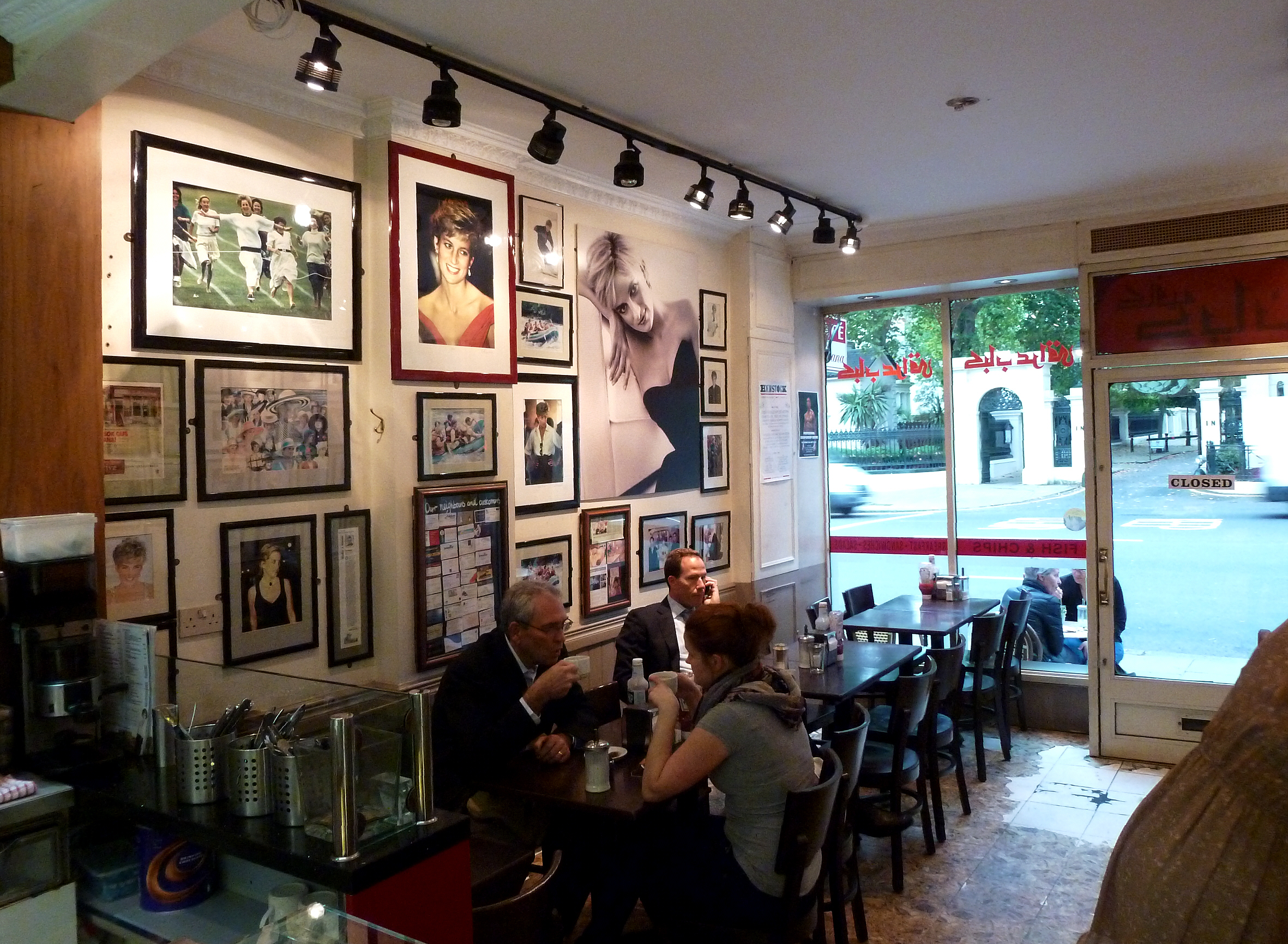
Vista interior do Cafe Diana em Notting Hill, Londres. As paredes estão decoradas com muitos quadros e também algumas cartas pessoais de Diana, Princesa de Gales.

Diana continua sendo um dos membros mais populares da família real britânica ao longo da história e também é creditada por influenciar as gerações mais jovens da família real. Na opinião de Eugene Robinson, do The Washington Post, ela "imbuiu seu papel de princesa real com vitalidade, ativismo e, acima de tudo, glamour". Ela era conhecida por seu carisma, estilo, compaixão e trabalho de caridade, bem como pelo seu casamento conturbado com o príncipe de Gales. Diana era comumente referida como "a mulher mais fotografada do mundo". Ela é creditada por ampliar a gama de trabalhos de caridade realizados pela família real num estilo mais moderno. Diana era amplamente conhecida por seus encontros com pacientes doentes e em estado terminal, os quais ela confortava, uma ação que lhe rendeu mais popularidade. Seu trabalho de caridade, que às vezes incluía o contato físico com pessoas afetadas por doenças graves, ocasionalmente teve uma reação negativa na mídia. Em sua entrevista para Martin Bashir, em 1995, ela revelou o desejo de se tornar uma figura amada entre as pessoas, dizendo que gostaria de ser "uma rainha do coração das pessoas, no coração das pessoas". Alicia Carroll, do The New York Times, descreveu Diana como um "sopro de ar fresco", que foi a principal razão pela qual a família real se tornou conhecida nos Estados Unidos.
Na opinião de Theodore Dalrymple, a popularidade de Diana derivava "tanto de sua extrema diferença das pessoas comuns quanto de sua semelhança com elas". Ele disse que, ao ir a público sobre seus problemas conjugais e bulimia, ela conquistou a admiração de "todos aqueles que foram infelizes em seus casamentos", bem como de pessoas que sofriam de problemas psicológicos. Em um artigo para o The Guardian, Monica Ali disse que, ao falar publicamente sobre seu transtorno alimentar, Diana teve uma "influência duradoura sobre o debate público", principalmente em relação às questões de saúde mental.
Diana tinha uma relação ambivalente com a mídia. Em muitas ocasiões, ela alegou que os jornalistas e os paparazzi tumultuavam sua vida e, em outras, ela mesma os procurava e lhes dava informações. Peter Conrad, do The Guardian, alegou que foi Diana quem permitiu que os jornalistas e paparazzi entrassem em sua vida, já que ela sabia que eles eram a fonte de seu poder. Christopher Hitchens acreditava que Diana mantinha uma relação próxima com a imprensa "em busca de uma solução pessoal para uma vida infeliz".
Diana também foi objeto de críticas ao longo de sua vida. Alguns de seus críticos e biógrafos, como Anthony O'Hear e Sally Bedell Smith, acusaram-na de ser "autoindulgente" em suas causas filantrópicas e de usar seu trabalho de caridade para promover a si mesma. No entanto, Diana também utilizava sua fama como uma ferramenta para atrair a atenção pública para as causas que ela apoiava. Smith caracterizou Diana como imprevisível, egocêntrica, possessiva e manipuladora, enquanto Tony Blair a descreveu como "extraordinariamente cativante" e um "meteoro imprevisível", cuja morte trouxe mudanças para a monarquia. Sarah Lyall, do The New York Times, escreveu sobre o legado de Diana para a família real e o Reino Unido e afirmou que, "bem ou mal", sua morte "abriu uma porta para que o País se tornasse mais emotivo e expressivo". Lyall também a caracterizou como "glamourosa, magnética, fotogênica, [...] manipuladora e intuitiva [...] uma estrela de reality show antes mesmo disto existir".

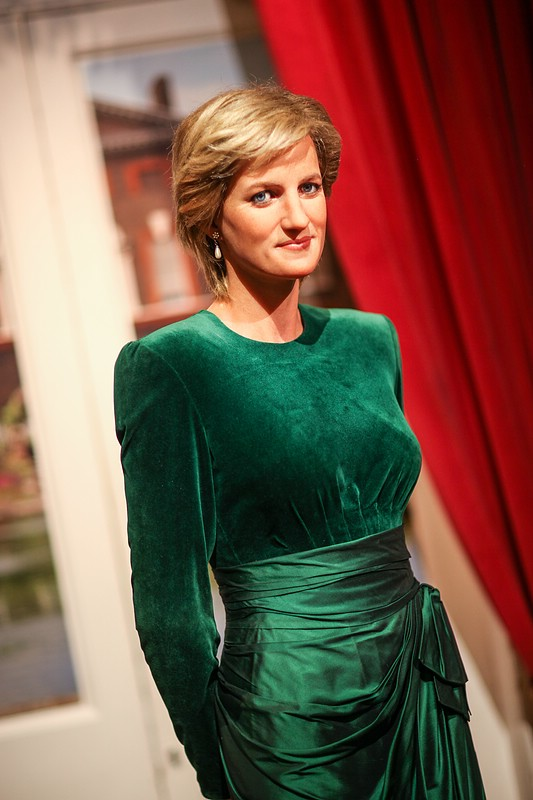
Estátua de cera de Diana no museu Madame Tussauds, em Londres.

Diana havia se tornado o que Blair descreveu como a "princesa do povo", e sua morte repentina gerou um espasmo de tristeza e luto sem precedentes. Matthew D'Ancona, do The Guardian, descreveu Diana como "a rainha do reino do sentimento" e disse que a extensiva reação do público à sua morte "foi um ousado sinal de pontuação em uma nova narrativa nacional que favorecia a desinibição, a empatia e a franqueza pessoal". A jornalista Anne Applebaum acredita que Diana não teve nenhum impacto na opinião pública após sua morte, enquanto Allan Massie, do Telegraph, descreveu-a como a "celebridade das celebridades", cujos sentimentos "continuam a moldar nossa sociedade". Numa matéria para o The Independent, a jornalista  Yvonne Roberts disse que Diana não foi uma "santa" e nem uma "revolucionária", mas "pode ter encorajado algumas pessoas" a se envolverem em questões como as minas terrestres, AIDS e lepra. Escrevendo para o The Guardian, Monica Ali descreveu Diana como "única, fascinante e imperfeita. Seu legado pode ser misto, mas não é insubstancial. Sua vida foi breve, mas ela deixou sua marca".
Em 1999, a revista Time nomeou Diana como uma das 100 Pessoas Mais Importantes do Século XX. Em 2002, Diana ficou em terceiro lugar, com pouco mais de treze por cento dos votos válidos, na lista dos maiores britânicos de todos os tempos, perdendo as duas primeiras colocações para Winston Churchill e Isambard Kingdom Brunel, primeiro e segundo colocados, respectivamente. Em 2003, o canal VH1 a posicionou na nona posição em sua lista dos 200 Maiores Ícones da Cultura Pop, que reconhece as pessoas "que significativamente inspiraram e impactaram a sociedade americana". Em 2006, o público japonês a colocou na vigésima posição em sua lista das 100 Figuras Históricas no Japão. Em 2018, Diana apareceu na décima quinta colocação na enquete da BBC History para escolher "100 Mulheres que Mudaram o Mundo". Em 2020, a revista Time incluiu o nome de Diana em sua lista das 100 Mulheres do Ano. Ela foi escolhida como A Mulher do Ano de 1987 por seus esforços em desestigmatizar as condições que afetam os pacientes com HIV/AIDS.
O interesse de Diana em ajudar as pessoas levou ao estabelecimento do Diana Memorial Award, prémio conferido desde 1999 a jovens que têm demonstrado devoção e compromisso para com as causas advogadas pela princesa. Logo após a sua morte, foi criado o Fundo Memorial de Diana, Princesa de Gales, que tem como objetivo arrecadar dinheiro para dar continuidade ao trabalho humanitário desenvolvido por ela dentro e fora do Reino Unido. Foi dotado de doações feitas por pessoas ao redor do mundo nos dias e meses posteriores a sua morte. Estas totalizaram cerca de 20 milhões de euros, além de um adicional de 80 milhões gerados através de atividades comerciais - incluindo uma doação feita por Elton John e pela gravadora PolyGram - gerado a partir da canção Candle in the Wind 1997 -,  bem como a venda de produtos licenciados. Os príncipes Guilherme e Henrique organizaram um concerto em homenagem a Diana, que foi realizado em 1 de julho de 2007, dia em que completaria 46 anos de idade.

### Ícone da moda

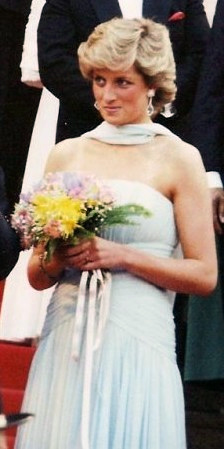
A Princesa de Gales no Festival de Cinema de Cannes de 1987. O vestido sem alças de Catherine Walker, que foi inspirado em um vestido usado por Grace Kelly em To Catch a Thief, é considerado um dos vestidos mais icônicos usados no festival ao longo de sua história. Foi mais tarde vendido ao Julien's Auctions por mais de £ 80000.

Diana era um ícone da moda cujo estilo era imitado por mulheres de todo o mundo. Iain Hollingshead do Telegraph escreveu: "[Diana] tinha a habilidade de vender roupas só de olhar para elas". Um exemplo precoce do efeito ocorreu durante seu namoro com Carlos em 1980, quando as vendas das botas Hunter Wellington dispararam depois que ela foi fotografada usando um par na propriedade de Balmoral. De acordo com estilistas e pessoas que trabalharam com Diana, ela usou a moda e o estilo para endossar suas causas caridosas, expressar-se e comunicar-se. Diana continuou sendo uma figura de destaque para seu estilo de moda, e ainda é considerada uma inspiração para estilistas, celebridades, e mulheres jovens. As noras de Diana, Catherine e Meghan, acreditam ser influenciadas por ela no desenvolvimento de seu próprio guarda-roupa profissional.
A princesa escolheu seu estilo de se vestir com base tanto nas exigências da família real quanto nos estilos modernos populares na Grã-Bretanha e desenvolveu sua tendência de moda pessoal. Durante as viagens diplomáticas, suas roupas e trajes foram escolhidos para combinar com os trajes dos países de destino, e enquanto estava fora de serviço ela costumava usar jaquetas soltas e pulôveres. "Ela sempre foi muito atenciosa sobre como suas roupas seriam interpretadas, era algo que realmente importava para ela", de acordo com Anna Harvey, ex-editora da Vogue britânica e mentora de moda de Diana. Catherine Walker estava entre as designers favoritas de Diana, com quem ela trabalhou para criar seu "uniforme real" Para suas visitas ao exterior e estaduais, Walker e seu marido costumavam fazer pesquisas e estavam determinados a desenhar roupas que não brilhassem mais que Diana.
Diana também usava conjuntos de empresas de moda como Versace, Armani, Chanel, Dior, Gucci e Clarks. Entre seus trajes icônicos estão um decote de David e Elizabeth Emanuel usado por uma Diana recém noiva em um evento beneficente, um vestido de coquetel de Christina Stambolian, comumente conhecido como o "vestido de vingança", que ela usou após a admissão de Carlos como adultério, um vestido de noite de Victor Edelstein que ela usou em uma recepção na Casa Branca e mais tarde ficou conhecido como o "Vestido Travolta", e um vestido e jaqueta de Catherine Walker incrustado em pérolas chamou o "Vestido Elvis", que ela usou pela primeira vez em uma visita oficial a Hong Kong.
No início dos anos 80, Diana preferiu usar vestidos com colarinhos florais, blusas de massa e pérolas. Estes itens rapidamente se tornaram tendências da moda. Seu hábito de usar vestidos de ombros largos e tecidos luxuosos lhe rendeu o apelido de Dynasty Di. Nos anos após seu casamento e depois de seu divórcio, Diana ficou mais confiante em suas escolhas e seu estilo passou por uma mudança, com suas novas escolhas consistindo de blazers, vestidos de um ombro e fora do ombro, ternos de dois tons temáticos, ternos de estilo militar e trajes de cor nua. Camisa branca e jeans, vestidos xadrez, macacões e vestidos de bainha estavam entre as outras tendências de moda que ela tentou. Sua maneira de se vestir começou a ser influenciada por outras celebridades incluindo Cindy Crawford, Madonna, Elizabeth Taylor, assim como muitas outras. Nos anos 90, Diana foi frequentemente fotografada agarrando-se a bolsas distintas fabricadas pela Gucci e Dior. Ela popularizou as bolsas e elas se tornaram tão intimamente associadas a ela que depois seriam conhecidas como Gucci Diana e Lady Dior, respectivamente.

### Memoriais
Imediatamente após sua morte, muitos locais ao redor do mundo se tornaram brevemente memoriais para Diana onde o público deixou flores e outras homenagens. Seu filho, o príncipe Guilherme, declarou que o derramamento de luto público após sua morte "mudou a psique britânica, para melhor". O maior memorial foi realizado fora dos portões do Palácio de Kensington, onde as pessoas deixaram milhares de flores e homenagens. Os memoriais permanentes incluem:
- Diana, Princess of Wales Memorial Gardens no Regent Centre Gardens Kirkintilloch.
- Diana, Princess of Wales Memorial Fountain em Hyde Park, Londres, aberta pela Rainha Isabel II.
- Diana, Princess of Wales Memorial Playground em Kensington Gardens, Londres.
- Diana, Princess of Wales Memorial Walk, um caminho circular entre Kensington Gardens, Green Park, Hyde Park, e St. James's Park, Londres.
- Diana Memorial Award, instituído em 1999 e relançado em 2007 por Gordon Brown.
- Estátua de Diana, Princesa de Gales, no Sunken Garden do Palácio de Kensington, encomendada pelo príncipe Guilherme e pelo príncipe Henrique.
- O Memorial da Princesa Diana na Áustria é o primeiro memorial dedicado a Diana, Princesa de Gales, em um país de língua alemã. Ele é colocado no jardim de Schloss Cobenzl em Viena. Foi criado pelo repórter Ewald Wurzinger.[227]

A Chama da Liberdade foi erguida em 1989 na Praça de l'Alma, em Paris, acima da entrada do túnel no qual o acidente fatal ocorreu mais tarde. Tornou-se um memorial não oficial para Diana. A Praça de l'Alma foi renomeada como Praça Diana, Princesa de Gales em 2019.
Em novembro de 2002, uma placa de bronze de £ 4 000 foi revelada por Earl Spencer em Northampton Guildhall como um memorial a sua irmã. Em fevereiro de 2013, a Universidade OCAD em Toronto anunciou que seu novo centro de artes seria nomeado o Centro de Artes Visuais da Princesa de Gales. A Princesa Diana Drive foi nomeada em sua memória em Trenton, Nova Jérsia. As netas de Diana, a princesa Carlota Isabel Diana de Cambridge (nascida em 2015) e Lilibet Diana Mountbatten-Windsor (nascida em 2021), bem como sua sobrinha, Lady Charlotte Diana Spencer (nascida em 2012), receberam seu nome em homenagem a ela.
Em 29 de setembro de 2021, uma placa azul, colocada em sua homenagem por English Heritage, foi revelada em seu antigo apartamento 60 Coleherne Court, Old Brompton Road, Londres.

## Títulos, honras e brasão de armas

### Títulos e estilos

Monograma real da Princesa Diana.

- 1 de julho de 1961 – 9 de junho de 1975: A Honorável Diana Frances Spencer
- 9 de junho de 1975 – 29 de julho de 1981: Lady Diana Frances Spencer
- 29 de julho de 1981 – 28 de agosto de 1996: Sua Alteza Real, a Duquesa da Cornualha
  - Na Escócia: Sua Alteza Real, a Duquesa de Rothesay
- 29 de julho de 1981 – 28 de agosto de 1996: Sua Alteza Real, a Princesa de Gales
- 28 de agosto de 1996 – 31 de agosto de 1997: Diana, Princesa de Gales

O título completo de Diana, enquanto esteve casada com o então príncipe Carlos, era "Sua Alteza Real a Princesa de Gales, Condessa de Chester, Duquesa da Cornualha, Duquesa de Rothesay, Condessa de Carrick, Baronesa de Renfrew, Senhora das Ilhas e Princesa da Escócia".

### Honras
- Real Ordem Familiar da rainha Isabel II (1981)
- Grã-oficial, da Ordem da Casa de Orange (1982)

### Brasões de armas
| Brasão de armas de Lady Diana Spencer (1961-1981) | Brasão de Diana, como Princesa de Gales enquanto esteve casada (1981-1996) | Brasão de armas de Diana, Princesa de Gales, após seu divórcio (1996-1997) |

Como esposa do Príncipe de Gales, Diana usava um brasão de armas que incluía o brasão real de armas do Reino Unido com um plano, um escudo e um letreiro do brasão de armas do principado de Gales (o brasão do Príncipe de Gales), juntando dois brasões em um escudo com o 1° e o 4°  quarteis plano branco, e o 2° e o 3° quartéis suportando três douradas bandas entrelaçadas com três bandas sinistras em um fundo de cena vermelho desfigurado com três conchas (o brasão de armas do Conde Spencer, pai de Diana). Os guardiões foram um leão coroado dourado do Brasão de Armas Real e um grifo alado do brasão dos Spencer. O escudo teve a coroa do Príncipe de Gales. Seu lema era Dieu Defend le Droit (Deus defende o direito, em português), também usado no brasão dos Spencer. Com o divórcio, Diana passou a usar o brasão da família Spencer coroado com uma pequena coroa real.

## Descendência
| Nome                               | Nascimento             | Casamento           | Casamento          | Seus filhos                                                              |
| Nome                               | Nascimento             | Data                | Cônjuge            | Seus filhos                                                              |
| ---------------------------------- | ---------------------- | ------------------- | ------------------ | ------------------------------------------------------------------------ |
| Guilherme, Príncipe de Gales       | 21 de junho de 1982    | 29 de abril de 2011 | Catarina Middleton | Príncipe Jorge de Gales Princesa Carlota de Gales Príncipe Luís de Gales |
| Príncipe Henrique, Duque de Sussex | 15 de setembro de 1984 | 19 de maio de 2018  | Meghan Markle      | Príncipe Archie de Sussex Princesa Lilibet de Sussex                     |